# Gatehouseïta
La gatehouseïta és un mineral de la classe dels fosfats. Rep el nom en honor del Dr. Bryan Michael Kenneth Cummings Gatehouse (1932-2014), químic de cristalls que va contribuir a la comprensió dels òxids i les oxisals.

## Característiques
La gatehouseïta és un fosfat de fórmula química Mn₅2+(PO₄)₂(OH)₄. Va ser aprovada com a espècie vàlida per l'Associació Mineralògica Internacional l'any 1992, i la primera publicació data un any després. Cristal·litza en el sistema ortoròmbic. La seva duresa a l'escala de Mohs és 4. Es troba sovint en agregats de cristalls arrodonits o en clústers de cristall divergents. És isostructural amb el seu anàleg d'arsènic, l'arsenoclasita, amb la qual es pot trobar formant intercreixements en agregats de fins a 5 mm. En aquesta associació, tant gatehouseïta com l'arsenoclasita poden tenir el mateix color i transparència.
Segons la classificació de Nickel-Strunz, la gatehouseïta pertany a «08.BD - Fosfats, etc. amb anions addicionals, sense H₂O, només amb cations de mida mitjana, (OH, etc.):RO₄ = 2:1» juntament amb els següents minerals: cornwallita, pseudomalaquita, reichenbachita, arsenoclasita, parwelita, reppiaïta, ludjibaïta i cornubita.

## Formació i jaciments
Va ser descoberta a la mina Iron Monarch, situada a la serralada Middleback, a la península d'Eyre (Austràlia Meridional, Austràlia). També ha estat descrita a la mina N'Chwaning I, a la localitat de Kuruman, al Cap Septentrional (Sud-àfrica). Es tracta dels dos únics indrets on ha estat trobada aquesta espècie mineral.